# Месје 43
Месје 43 (М43) је емисиона маглина у сазвежђу Орион која се налази у Месјеовом каталогу објеката дубоког неба.
Деклинација објекта је - 5° 16' 3" а ректасцензија 5h 35m 31,3s. Привидна величина (магнитуда) објекта М43 износи 4,2 а фотографска магнитуда 6,8. М43 је још познат и под ознакама NGC 1982 CED 55G, Pos of CS.